# Luciano Winderling
Luciano Winderling (* 1938 in Genua; † 2006) war ein italienischer Tischtennisspieler. In den 1950er und 1960er Jahren nahm er an fünf Weltmeisterschaften und zwei Europameisterschaften teil.

## Erfolge
Luciano Winderling gewann insgesamt 15 Titel bei nationalen italienischen Meisterschaften, fünf im Einzel (1957, 1968, 1962, 1963, 1966), sechs im Doppel, zwei im Mixed und zwei mit der Mannschaft Genua.
Von 1955 bis 1965 nahm er an fünf Weltmeisterschaften teil, kam dabei jedoch nie in die Nähe von Medaillenrängen. Zweimal wurde er für Europameisterschaften nominiert. Insgesamt kam er auf 54 Berufungen in die Nationalmannschaft.

## Musiker
Luciano Winderling spielte Gitarre in verschiedenen Musikgruppen. Er trat im Opernhaus Teatro Carlo Felice in Genua auf.

## Turnierergebnisse
| Verband | Veranstaltung     | Jahr | Ort       | Land | Einzel       | Doppel       | Mixed        | Team |
| ------- | ----------------- | ---- | --------- | ---- | ------------ | ------------ | ------------ | ---- |
| ITA     | Weltmeisterschaft | 1965 | Ljubljana | YUG  | keine Teiln. | keine Teiln. | keine Teiln. | 41   |
| ITA     | Weltmeisterschaft | 1963 | Prag      | TCH  | Qual         | keine Teiln. | Scratched    | 33   |
| ITA     | Weltmeisterschaft | 1959 | Dortmund  | FRG  | letzte 256   | Scratched    | Scratched    | 29   |
| ITA     | Weltmeisterschaft | 1957 | Stockholm | SWE  | letzte 128   | letzte 64    | letzte 128   | 23   |
| ITA     | Weltmeisterschaft | 1955 | Utrecht   | NED  | letzte 128   | letzte 128   | letzte 128   | 17   |